# 刘化龙
劉化龍（英語：Hualong Liu，1962年—），保利集团党委书记及董事长。

## 生平
劉化龍出生於遼寧省大連市，1979年考入大连铁道学院（现「大連交通大學」）1979级焊接专业，1983年本科畢業。
1998年5月至2001年5月，任铁道部齐齐哈尔车辆厂副厂长、中国北方机车车辆工业集团公司（北车集团）齐齐哈尔铁路车辆（集团）有限责任公司副总经理；2001年5月至2003年5月，任副董事长、总经理、党委副书记；2003年5月至2004年5月任董事长、总经理、党委副书记。2004年5月至2007年12月任中国南方机车车辆工业集团公司（南车集团）副总经理兼中国南车集团股份有限公司副总经理。2007年12月至2015年5月，任中国南方机车车辆工业集团公司（南车集团）、中国南车股份有限公司副总经理、执行董事、党委副书记、纪委书记、副总裁、党委常委、总裁和党委副书记。
2015年5月任合併後的中國中車股份有限公司及中國中車集團公司執行董事、黨委副書記，2015年6月委任副董事長。2016年11月28日，劉化龍接替已退休崔殿國任中國中車股份有限公司及中國中車集團公司董事長及黨委書記。
2021年3月，刘化龙调任保利集团党委书记、董事长，中国中车党委书记及董事长的职务由孙永才接任。